# Night of the Living Dregs
| Recensione                          | Giudizio |
| ----------------------------------- | -------- |
| All Music                           |          |
| The Rolling Stone Jazz Record Guide |          |

Night of the Living Dregs è il quarto album in studio della gruppo musicale fusion statunitense, Dixie Dregs pubblicato dalla Capricorn Records nel 1979.L'album ricevette una nomination ai Grammy Awards come miglior interpretazione rock strumentale nel medesimo anno.
Una metà dell'LP è stato registrato in studio e l'altra invece è stata registrata in versione live al Montreux Jazz Festival il 23 giugno del 1978.

## Accoglienza
L'album ha ottenuto buoni risultati dalla critica professionale: lo staff di AllMusic ha assegnato quattro stelle su cinque e invece John Swenson nel suo libro The Rolling stone jazz record guide dove ha assegnato tre stelle su un totale di cinque come in molti altri album dei Dixie Dregs assieme a quelli di molti altri artisti importanti nella scena del Jazz.

## Tracce
Musiche di Steve Morse eccetto dove indicato.
7"
- Lato A

1. Punk Sandwich – 3:18
2. Country House Shuffle – 4:13
3. The Riff Raff – 3:17
4. Long Slow Distance – 6:45

- Lato B

1. Night of the Living Dregs – 4:21
2. The Bash – 4:28 (musica: Allen Sloan, Andy West, Mark Parrish, Rod Morgenstein, Steve Morse)
3. Leprechaun Promenade – 3:46
4. Patchwork – 4:53

LP
1. Punk Sandwich – 3:18
2. Country House Shuffle – 4:13
3. The Riff Raff – 3:17
4. Long Slow Distance – 6:45
5. Night of the Living Dregs – 4:21
6. The Bash – 4:28 (musica: Allen Sloan, Andy West, Mark Parrish, Rod Morgenstein, Steve Morse)
7. Leprechaun Promenade – 3:46
8. Patchwork – 4:53

## Formazione
Dixie Dregs
- Steve Morse – chitarra
- Mark Parrish – tastiere
- Allen Sloan – violino, viola
- Andy West – basso
- Rod Morgenstein – batteria, percussioni

Produzione
- Stan Ricker, DWJ - mastering
- Ken Scott - produzione

## Classifiche
| Classifica (1979) | Posizione massima | Numero di settimane in classifica |
| ----------------- | ----------------- | --------------------------------- |
| Stati Uniti       | 111               | 13                                |